# Dicranomyia muliercula
Dicranomyia muliercula är en tvåvingeart som först beskrevs av Alexander 1942.  Dicranomyia muliercula ingår i släktet Dicranomyia och familjen småharkrankar.
Artens utbredningsområde är Peru. Inga underarter finns listade i Catalogue of Life.